# VDL グループ
VDLグループ（ヴイディーエルグループ、VDL Groep）は、オランダ・アイントホーフェンを拠点とする国際的な工業製造企業である。1953年に設立された。「VDL」の名は設立者ピーテル・ファン・デル・レーフテ（Pieter van der Leegte）の名字より取られている。
バスと車体部門は公共交通バス、車体モジュール、中古バス、中小型バス製造事業を営んでいる。
製造を終了した部門は、自動車産業用のサスペンションシステム、自動生産システム、空調機、石油、ガス、ガソリン精製、タバコ製造、箱詰め装置、農業、光学メディア、医療システム。

## 傘下の企業
- ベルコフ (Berkhof)
- ボーバ (Bova)
- ヨンケーレ (Jonckheere)
- VDL バス インターナショナル (VDL Bus International)
- VDLネッドカー